# Michal Šlesingr
Michal Šlesingr (Ústí nad Orlicí, 3 februari 1983) is een Tsjechisch biatleet. Hij vertegenwoordigde zijn vaderland op de Olympische Winterspelen 2006 in Turijn, op de Olympische Winterspelen 2010 in Vancouver en op de Olympische Winterspelen 2014 in Sotsji.

## Carrière
Šlesingr maakte zijn wereldbekerdebuut in het seizoen 2002/2003. In maart 2005 behaalde de Tsjech zijn eerste toptienklassering in een wereldbekerwedstrijd met een 10e plaats op het sprintnummer in Ruhpolding.
Tijdens de Olympische Winterspelen van 2006 in Turijn eindigde Šlesingr samen met Zdeněk Vítek, Roman Dostál en Ondrej Moravec als zesde op de estafette. Individueel was zijn beste resultaat een 32e plaats op de achtervolging. Op de Wereldkampioenschappen biatlon 2007 in Antholz behaalde hij zilver op de 10 km sprint en brons op het individuele nummer. Op 15 maart 2008 behaalde hij zijn eerste overwinning in een wereldbekerwedstrijd dankzij winst in de 15 km massastart in Oslo.
Op de Olympische Winterspelen van 2010 in Vancouver eindigde hij als 18e op de 10 kilometer sprint, 7e op de 4x7,5 km estafette, 16e in de 15 km massastart, 17e op de 20 km individueel en 29e in de 12,5 km achtervolging. Tijdens de Olympische Winterspelen van 2014 in Sotsji eindigde hij 31e in de sprint en 57e op het individuele nummer.
Op de Wereldkampioenschappen biatlon 2015 werd Šlesingr aan de zijde van Veronika Vítková, Gabriela Soukalová en Ondrej Moravec wereldkampioen in de gemengde estafette. Hij werd nog 4e op de achtervolging, 5e op de massastart en 6e in het estafettenummer.

## Resultaten

### Olympische Spelen
| Jaar | Plaats    | Resultaten                                                                                                  |
| ---- | --------- | --- |
| 2006 | Turijn    | 6e 4x7,5 km estafette 32e 12,5 km achtervolging 45e 20 km individueel 55e 10 km sprint                      |
| 2010 | Vancouver | 7e 4x7,5 km estafette 16e 15 km massastart 17e 20 km individueel 18e 10 km sprint 29e 12,5 km achtervolging |
| 2014 | Sotsji    | 31e 10 km sprint 57e 20 km individueel DNS 12,5 km achtervolging                                            |

### Wereldkampioenschappen
| Jaar | Plaats           | Resultaten |
| ---- | ---------------- | --- |
| 2003 | Chanty-Mansiejsk | 6e 4x7,5 km estafette 27e 20 km individueel 39e 12,5 km achtervolging 50e 10 km sprint                                                |
| 2004 | Oberhof          | 8e 4x7,5 km estafette 22e 20 km individueel 41e 10 km sprint 44e 12,5 km achtervolging                                                |
| 2005 | Hochfilzen       | 4e gemengde estafette |
| 2005 | Chanty-Mansiejsk | 9e 20 km individueel 11e 4x7,5 km estafette 18e 12,5 km achtervolging 21e 15 km massastart 59e 10 km sprint                           |
| 2007 | Antholz          | 10 km sprint · 20 km individueel · 4e 12,5 km achtervolging · 5e 4x7,5 km estafette · 20e 15 km massastart                            |
| 2008 | Östersund        | 5e 12,5 km achtervolging 6e 10 km sprint 7e 4x7,5 km estafette 10e 20 km individueel 26e 15 km massastart                             |
| 2009 | Pyeongchang      | 10e 4x7,5 km estafette 19e 12,5 km achtervolging 32e 10 km sprint 38e 20 km individueel                                               |
| 2010 | Chanty-Mansiejsk | 7e Gemengde estafette |
| 2011 | Chanty-Mansiejsk | 8e 12,5 km achtervolging 10e 4x7,5 km estafette 12e 10 km sprint 12e 20 km individueel 26e 15 km massastart                           |
| 2012 | Ruhpolding       | 6e 20 km individueel 8e Gemengde estafette 9e 4x7,5 km estafette 12e 15 km massastart 25e 10 km sprint 29e 12,5 km achtervolging      |
| 2013 | Nové Město       | 6e 4x7,5 km estafette 30e 20 km individueel 52e 10 km sprint DNS 12,5 km achtervolging                                                |
| 2015 | Kontiolahti      | Gemengde estafette · 4e 12,5 km achtervolging · 5e 15 km massastart · 6e 4x7,5 km estafette · 7e 10 km sprint · 14e 20 km individueel |

### Wereldbeker
Eindklasseringen
| Seizoen   | Algemeen | Individueel | Sprint | Achtervolging | Massastart |
| --------- | -------- | ----------- | ------ | ------------- | ---------- |
| 2002/2003 | 78e      | 50e         | -      | -             | -          |
| 2003/2004 | 70e      | 42e         | 71e    | -             | -          |
| 2004/2005 | 37e      | 28e         | 47e    | 27e           | 41e        |
| 2005/2006 | 29e      | 9e          | 37e    | 27e           | 28e        |
| 2006/2007 | 16e      | 4e          | 28e    | 20e           | 17e        |
| 2007/2008 | 19e      | 18e         | 25e    | 20e           | 14e        |
| 2008/2009 | 20e      | 51e         | 17e    | 10e           | 28e        |
| 2009/2010 | 29e      | 7e          | 51e    | 31e           | 27e        |
| 2010/2011 | 9e       | 11e         | 11e    | 9e            | 12e        |
| 2011/2012 | 10e      | 7e          | 13e    | 19e           | 10e        |
| 2012/2013 | 21e      | 32e         | 18e    | 17e           | 19e        |
| 2013/2014 | 47e      | 36e         | 56e    | 47e           | 34e        |
| 2014/2015 | 8e       | 4e          | 8e     | 20e           | 6e         |
| 2015/2016 | 18e      | 35e         | 18e    | 11e           | 32e        |
| 2016/2017 | 22e      | 26e         | 17e    | 27e           | 23e        |
| 2017/2018 | 47e      | 11e         | 87e    | 54e           | 34e        |

Wereldbekerzeges
| Nr.         | Datum         | Plaats           | Onderdeel          |
| Individueel | Individueel   | Individueel      | Individueel        |
| ----------- | ------------- | ---------------- | ------------------ |
| 1.          | 16 maart 2008 | Oslo             | 15 km massastart   |
| Estafettes  |               |                  |                    |
| 1.          | 5 maart 2015  | Kontiolahti (WK) | Gemengde estafette |